# Дресслер, Алан
А́лан Майкл Дре́сслер (англ. Alan Michael Dressler; род. 23 марта 1948, Цинциннати, Огайо) — американский астроном из Института Карнеги в Вашингтоне. Среди его работ — научно-популярная книга «Путешествие к Великому Аттрактору: исследование межгалактического пространства».

## Биография
Дресслер родился в Цинциннати, штат Огайо, окончил среднюю школу Уолнат-Хиллз в 1966 году, получил степень бакалавра физики в 1970 году в Калифорнийском университете в Беркли и докторскую степень по астрономии в 1976 году в Калифорнийском университете в Санта-Крузе. Его основные профессиональные интересы лежат в области космологии, рождения и эволюции галактик, астрономических приборов и внегалактической астрономии.
С 1993 по 1995 год Дресслер возглавлял комитет Ассоциации университетов по исследованию астрономии (AURA) «HST & Beyond: Исследование и поиск истоков», который предоставил НАСА документ «Перспективы космической астрономии в ультрафиолетовом, оптическом и инфракрасном диапазонах». Он был членом группы Nuker Team и коллаборации Morphs, которые изучали эволюцию спиральных галактик с помощью Магеллановых телескопов и космического телескопа Хаббла. Дресслер был председателем Подкомитета по происхождению (OS) НАСА с 2000 по 2003 год, но отказался от членства в Группе обзора/обнаружения объектов, сближающихся с Землей, и стратегий смягчения опасностей. В настоящее время Дресслер работает над Исследованием строения звёздных скоплений с помощью Inamori Magellan Areal Camera and Spectrograph (IMACS), которое изучает эволюцию звёздных структур и популяций в далёких скоплениях галактик, что означает, что наблюдаемые события произошли от четырёх до семи миллиардов лет назад. Он также является членом Группы по определению наук и технологий для поиска земных планет коронографом (англ. Terrestrial Planet Finder Coronograph Science and technology definition team).

## Награды
- 1983 год: премия Ньютона Лэйси Пирса Американского астрономического общества[6].
- 1996 год: избран членом Национальной академии наук США в области астрономии.
- 1999 год: медаль за государственную службу НАСА[англ.].